# توماس كول
توماس كول (بالإنجليزية: Thomas Cole)‏ (و. 1801 – 1848 م) هو رسام، من الولايات المتحدة، ولد في بولتن، توفي في نيويورك، عن عمر يناهز 47 عاماً.

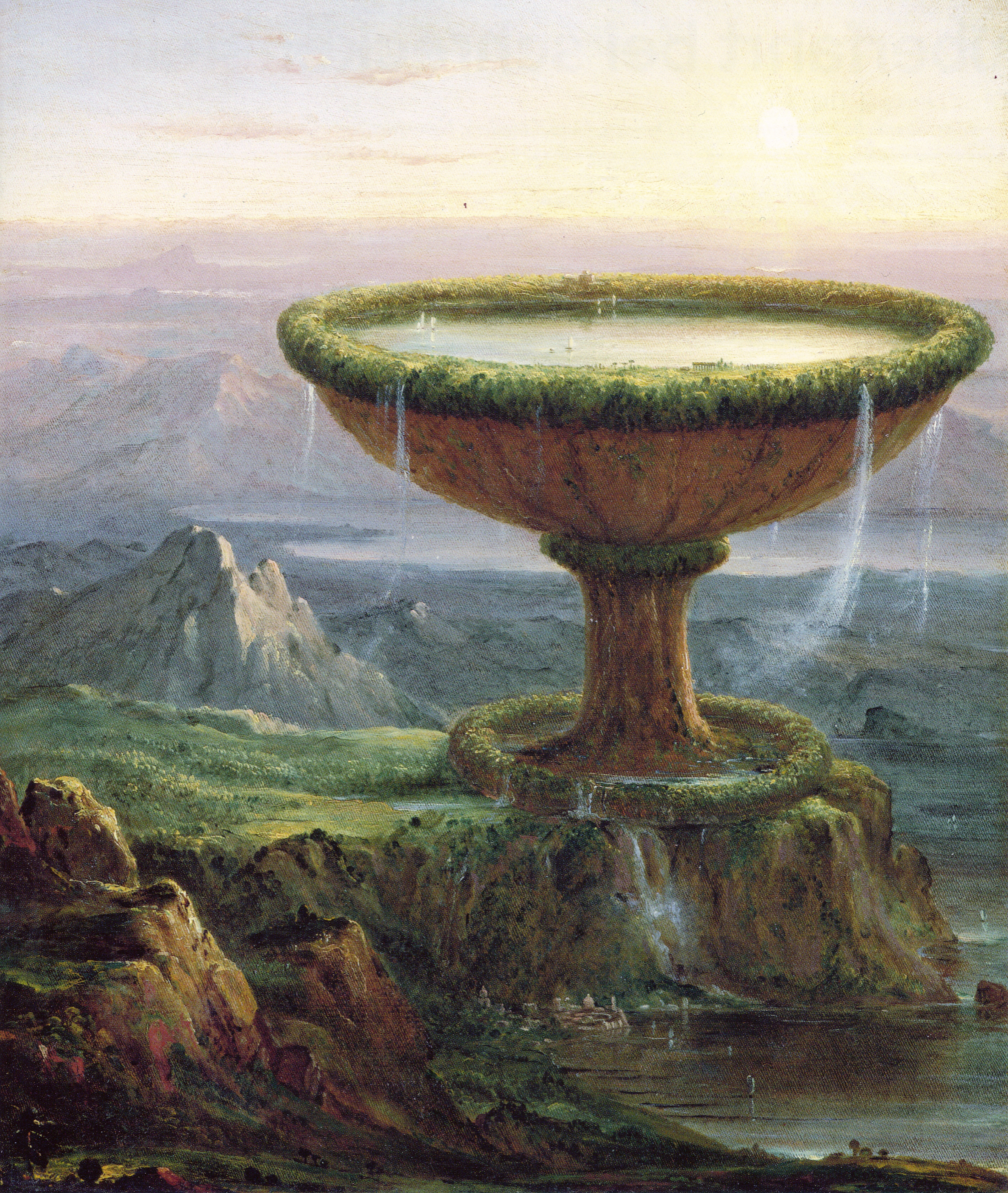
الكَأْسُ الكَبير بريشة توماس كول عام 1833، متحف متروبوليتان للفنون، نيويورك.

## روابط خارجية
- توماس كول على موقع الموسوعة البريطانية (الإنجليزية)
- توماس كول على موقع ميوزك برينز (الإنجليزية)
- توماس كول على موقع إن إن دي بي (الإنجليزية)
- توماس كول على موقع ديسكوغز (الإنجليزية)